# UCI Amèrica Tour 2011-2012
L'UCI Amèrica Tour 2011-2012 és la vuitena edició de l'UCI Amèrica Tour, un dels cinc circuits continentals de ciclisme de la Unió Ciclista Internacional. Està format per vint-i-nou proves, organitzades entre el 2 d'octubre de 2011 i el 15 de setembre de 2012 a Amèrica.

## Evolució del calendari

### Octubre de 2011
| Data  | Cursa                                        | País              | Cat. | Vencedor                | Equip                    |
| ----- | -------------------------------------------- | ----------------- | ---- | ----------------------- | ------------------------ |
| 2     | Tobago Cycling Classic                       | Trinitat i Tobago | 1.2  | Riccardo Zoidl          | RC ARBÖ Gourmetfein Wels |
| 16-23 | Tour de Brasil-Volta de l'Estat de São Paulo | Brasil            | 2.2  | José Eriberto Rodrigues | Funvic-Pindamonhangaba   |

### Novembre de 2011
| Data  | Cursa           | País    | Cat. | Vencedor     | Equip                     |
| ----- | --------------- | ------- | ---- | ------------ | ------------------------- |
| 6-13  | Volta a Bolívia | Bolívia | 2.2  | Juan Cotumba | Pio Rico                  |
| 22-27 | Volta a Chiapas | Mèxic   | 2.2  | Iván Casas   | Boyacá Orgullo de América |

### Desembre de 2011
| Data  | Cursa              | País       | Cat. | Vencedor            | Equip             |
| ----- | ------------------ | ---------- | ---- | ------------------- | ----------------- |
| 16-28 | Volta a Costa Rica | Costa Rica | 2.2  | José Adrian Bonilla | Citi-Economy-Blue |

### Gener
| Data  | Cursa                    | País      | Cat. | Vencedor           | Equip                   |
| ----- | ------------------------ | --------- | ---- | ------------------ | ----------------------- |
| 5-15  | Volta a Xile             | Xile      | 2.2  | Patricio Almonacid | Clos de Pirque-Trek     |
| 8     | Copa Amèrica de ciclisme | Brasil    | 1.2  | Francisco Chamorro | Real Cycling Team       |
| 13-22 | Volta al Táchira         | Veneçuela | 2.2  | Jimmy Briceño      | Lotería del Táchira     |
| 23-29 | Tour de San Luis         | Argentina | 2.1  | Levi Leipheimer    | Omega Pharma-Quick Step |

### Febrer
| Data  | Cursa                             | País                 | Cat. | Vencedor       | Equip                                |
| ----- | --------------------------------- | -------------------- | ---- | -------------- | ------------------------------------ |
| 19-27 | Volta a la Independència Nacional | República Dominicana | 2.2  | Ismael Sánchez | Comisión Nacional de Energía-La Vega |
| 21-26 | Rutes d'Amèrica                   | Uruguai              | 2.2  | Jorge Soto     | Porongos                             |

### Març
| Data  | Cursa                                                 | País      | Cat. | Vencedor                    | Equip                                         |
| ----- | ----------------------------------------------------- | --------- | ---- | --------------------------- | --------------------------------------------- |
| 9     | Campionats Panamericans de ciclisme en contrarellotge | Argentina | CC   | Matias Medici               | Argentina                                     |
| 11    | Campionats Panamericans de ciclisme en cursa en línia | Argentina | CC   | Maximiliano Richeze         | Argentina                                     |
| 18-25 | Volta a Mèxic                                         | Mèxic     | 2.2  | Julián Andrés Rodas Ramírez | Gobernación de Antioquia-Indeportes Antioquia |
| 30-8  | Volta a Uruguai                                       | Uruguai   | 2.2  | Magno Nazaret               | Funvic-Pindamonhangaba                        |

### Abril
| Data | Cursa              | País         | Cat. | Vencedor          | Equip                           |
| ---- | ------------------ | ------------ | ---- | ----------------- | ------------------------------- |
| 15   | Tour de Battenkill | Estats Units | 1.2  | Francisco Mancebo | Competitive Cyclist Racing Team |

### Maig
| Data  | Cursa                             | País         | Cat.   | Vencedor        | Equip                         |
| ----- | --------------------------------- | ------------ | ------ | --------------- | ----------------------------- |
| 2-6   | Tour de Gila                      | Estats Units | 2.2    | Rory Sutherland | Unitedhealthcare              |
| 13-20 | Volta a Guatemala                 | Guatemala    | 2.2    | Ramiro Rincón   | EPM-UNE                       |
| 13-20 | Volta a Califòrnia                | Estats Units | 2.HC   | Robert Gesink   | Rabobank ProTeam              |
| 31-3  | Copa de les Nacions Vila Saguenay | Canadà       | 2.Ncup | Arman Kamyshev  | Equip nacional del Kazakhstan |

### Juny
| Data  | Cursa                                      | País         | Cat. | Vencedor              | Equip              |
| ----- | ------------------------------------------ | ------------ | ---- | --------------------- | ------------------ |
| 2     | TD Bank International Cycling Championship | Estats Units | 1.HC | Alexander Serebryakov | Team Type 1-Sanofi |
| 10-24 | Volta a Colòmbia                           | Colòmbia     | 2.2  | Félix Cárdenas        | GW Shimano         |
| 12-17 | Tour de Beauce                             | Canadà       | 2.2  | Rory Sutherland       | Unitedhealthcare   |

### Juliol
| Data | Cursa             | País      | Cat. | Vencedor     | Equip                        |
| ---- | ----------------- | --------- | ---- | ------------ | ---------------------------- |
| 6-15 | Volta a Veneçuela | Veneçuela | 2.2  | Miguel Ubeto | Androni Giocattoli-Venezuela |

### Agost
| Data  | Cursa                     | País         | Cat. | Vencedor              | Equip                    |
| ----- | ------------------------- | ------------ | ---- | --------------------- | ------------------------ |
| 3-5   | Tour d'Elk Grove          | Estats Units | 2.1  | François Parisien     | SpiderTech-C10           |
| 3-12  | Tour de Guadalupe         | França       | 2.1  | Ludovic Turpin        | Union Sportive de Goyave |
| 7-12  | Tour de Utah              | Estats Units | 2.1  | Johann Tschopp        | BMC Racing Team          |
| 20-26 | USA Pro Cycling Challenge | Estats Units | 2.HC | Christian Vande Velde | Garmin-Sharp             |
| 29-2  | Tour de Rio               | Brasil       | 2.2  | Kléber Ramos          | Real                     |

### Setembre
| Data | Cursa              | País         | Cat. | Vencedor      | Equip                    |
| ---- | ------------------ | ------------ | ---- | ------------- | ------------------------ |
| 15   | Univest Grand Prix | Estats Units | 1.2  | Patrick Bevin | Bissell Pro Cycling Team |

### Proves anul·lades
| Data            | Cursa                            | País   | Cat. |
| --------------- | -------------------------------- | ------ | ---- |
| 13-17 març      | Volta de l'Interior de São Paulo | Brasil | 2.2  |
| 30 maig-3 juny  | Volta al Paranà                  | Brasil | 2.2  |
| 25-29 de juliol | Volta de Gravataí                | Brasil | 2.2  |

## Classificacions
- Font: UCI America Tour Arxivat 2013-07-20 a Wayback Machine.

| #   | Ciclista                    | Equip                        | Punts |
| 1.  | Rory Sutherland (AUS)       | Unitedhealthcare             | 184,8 |
| 2.  | Maximiliano Richeze (ARG)   | Nippo                        | 166   |
| 3.  | Miguel Ubeto (VEN)          | Androni Giocattoli-Venezuela | 150   |
| 4.  | Félix Cárdenas (COL)        | -                            | 148   |
| 5.  | Edgardo Simon (ARG)         | Real Cycling Team            | 121   |
| 6.  | Alexander Serebryakov (RUS) | Type 1-Sanofi                | 119   |
| 7.  | François Parisien (CAN)     | SpiderTech-C10               | 99    |
| 8.  | Magno Nazaret (BRA)         | Funvic-Pindamonhangaba       | 96    |
| 9.  | Otávio Bulgarelli (BRA)     | Funvic-Pindamonhangaba       | 96    |
| 10. | Bruno Langlois (CAN)        | -                            | 96    |

| #   | Equip                                       | País         | Punts |
| 1.  | Real Cycling Team                           | Brasil       | 404   |
| 2.  | Funvic-Pindamonhangaba                      | Brasil       | 404   |
| 3.  | Unitedhealthcare                            | Estats Units | 352,2 |
| 4.  | Optum presented by Kelly Benefit Strategies | Estats Units | 302   |
| 5.  | Nippo                                       | Japó         | 299   |
| 6.  | Type 1-Sanofi                               | Estats Units | 281   |
| 6   | Androni Giocattoli-Venezuela                | Itàlia       | 281   |
| 8.  | EPM-UNE                                     | Colòmbia     | 245   |
| 9.  | SpiderTech-C10                              | Canadà       | 242   |
| 10. | Gobernación de Antioquia                    | Colòmbia     | 193   |

| #   | País                  | Punts   |
| 1.  | Colòmbia              | 1.571,2 |
| 2.  | Estats Units          | 1.103,8 |
| 3.  | Argentina             | 991     |
| 4.  | Canadà                | 928     |
| 5.  | Brasil                | 804     |
| 6.  | Veneçuela             | 789,8   |
| 7.  | Costa Rica            | 310     |
| 8.  | Xile                  | 279     |
| 9.  | Uruguai               | 246     |
| 10. | Antilles Neerlandeses | 218     |

| #   | País (Sub-23)         | Punts |
| 1.  | Colòmbia              | 422   |
| 2.  | Estats Units          | 389,4 |
| 3.  | Veneçuela             | 142   |
| 4.  | Costa Rica            | 130   |
| 5.  | Canadà                | 103   |
| 6.  | República Dominicana  | 84    |
| 7.  | Argentina             | 77    |
| 8.  | Antilles Neerlandeses | 72    |
| 9.  | Xile                  | 69    |
| 10. | Surinam               | 67    |